# 刘承轩
刘承轩，是一名清朝政治人物。举人出身。
刘承轩曾于道光二十六年接替张颉云任龙岩州知州一职，道光二十七年由保泰接任。